# جانيت مونتجومري بارون
جانيت مونتجومري بارون (بالإنجليزية: Jeannette Montgomery Barron)‏ هي مصورة أمريكية، ولدت في 3 أكتوبر 1956 في أتلانتا في الولايات المتحدة.